# EXpressDSP
eXpressDSPは、テキサス・インスツルメンツ (TI)により提供されるソフトウェアパッケージである。
このソフトウェアパッケージは、TIのデジタル信号処理のチップ用にアプリケーションを開発するのに利用される。
eXpressDSPは以下を含む。
- Code Composer Studio IDEと呼ばれる統合開発環境
- DSP/BINSリアルタイムOSカーネル
- アプリケーションの相互運用性と再利用のための標準
- eXpressDSPレファレンスフレームワークと呼ばれる一般的なアプリケーションのコード例
- TIのDSPサードパーティープログラムで提供される数多くのサードパーティー製品

## eXpressDSP Algorithm Interface Standard
TIは、eXpressDSP Algorithm Interface Standard (XDAIS)と呼ばれる
リアルタイムDSPアルゴリズムの相互運用を可能にするために設計された
アプリケーションプログラミングインターフェイス (API)を公開している。